# Aurières
Cet article possède des paronymes, voir Orcières, Orpierre et Orsières.
Aurières est une commune française rurale, située dans le département du Puy-de-Dôme, en région Auvergne-Rhône-Alpes.
La commune, faisant partie de l'aire d'attraction de Clermont-Ferrand et du parc naturel régional des volcans d'Auvergne, est peuplée de 379 habitants en 2022, appelés les Aurièrois et les Aurièroises.

## Géographie
Aurières est limitrophe avec cinq communes :
| Saint-Bonnet-près-Orcival | Nébouzat         |       |
|                           | Aurières         |       |
| Vernines                  | Saulzet-le-Froid | Aydat |

La commune est traversée par les routes départementales 561 (liaison de la D 2089, ancienne route nationale 89, à Vernines), 983 (ancienne route nationale 683 vers Mont-Dore) à Randanne, et 2089 (reliant Clermont-Ferrand à Bordeaux).
La commune est située à une altitude moyenne de 1 000 mètres, sur ce que l'on appelle la « planèze d'Aurières », un plateau volcanique qui s'étend sur environ 1 000 hectares, entre les monts Dore et les volcans méridionaux de la chaîne des Puys.
Le point culminant, situé à 1 074 mètres, est au puy de la Toupe.

### Climat
Pour des articles plus généraux, voir Climat d'Auvergne-Rhône-Alpes et Climat du Puy-de-Dôme.
En 2010, le climat de la commune est de type climat de montagne, selon une étude du Centre national de la recherche scientifique s'appuyant sur une série de données couvrant la période 1971-2000. En 2020, Météo-France publie une typologie des climats de la France métropolitaine dans laquelle la commune est exposée à un climat de montagne ou de marges de montagne et est dans la région climatique Ouest et nord-ouest du Massif Central, caractérisée par une pluviométrie annuelle de 900 à 1 500 mm, maximale en automne et en hiver.
Pour la période 1971-2000, la température annuelle moyenne est de 7,8 °C, avec une amplitude thermique annuelle de 15 °C. Le cumul annuel moyen de précipitations est de 1 113 mm, avec 11,6 jours de précipitations en janvier et 9 jours en juillet. Pour la période 1991-2020, la température moyenne annuelle observée sur la station météorologique de Météo-France la plus proche, « Vernines », sur la commune de Vernines à 3 km à vol d'oiseau, est de 8,6 °C et le cumul annuel moyen de précipitations est de 918,5 mm,. Pour l'avenir, les paramètres climatiques de la commune estimés pour 2050 selon différents scénarios d'émission de gaz à effet de serre sont consultables sur un site dédié publié par Météo-France en novembre 2022.

## Urbanisme

### Typologie
Au 1er janvier 2024, Aurières est catégorisée commune rurale à habitat dispersé, selon la nouvelle grille communale de densité à sept niveaux définie par l'Insee en 2022.
Elle est située hors unité urbaine. Par ailleurs la commune fait partie de l'aire d'attraction de Clermont-Ferrand, dont elle est une commune de la couronne,. Cette aire, qui regroupe 209 communes, est catégorisée dans les aires de 200 000 à moins de 700 000 habitants,.

### Occupation des sols
L'occupation des sols de la commune, telle qu'elle ressort de la base de données européenne d’occupation biophysique des sols Corine Land Cover (CLC), est marquée par l'importance des territoires agricoles (89,9 % en 2018), une proportion sensiblement équivalente à celle de 1990 (90,1 %). La répartition détaillée en 2018 est la suivante : zones agricoles hétérogènes (83,3 %), prairies (6,6 %), forêts (4,9 %), zones urbanisées (2,8 %), mines, décharges et chantiers (2,4 %). L'évolution de l’occupation des sols de la commune et de ses infrastructures peut être observée sur les différentes représentations cartographiques du territoire : la carte de Cassini (XVIIIe siècle), la carte d'état-major (1820-1866) et les cartes ou photos aériennes de l'IGN pour la période actuelle (1950 à aujourd'hui).

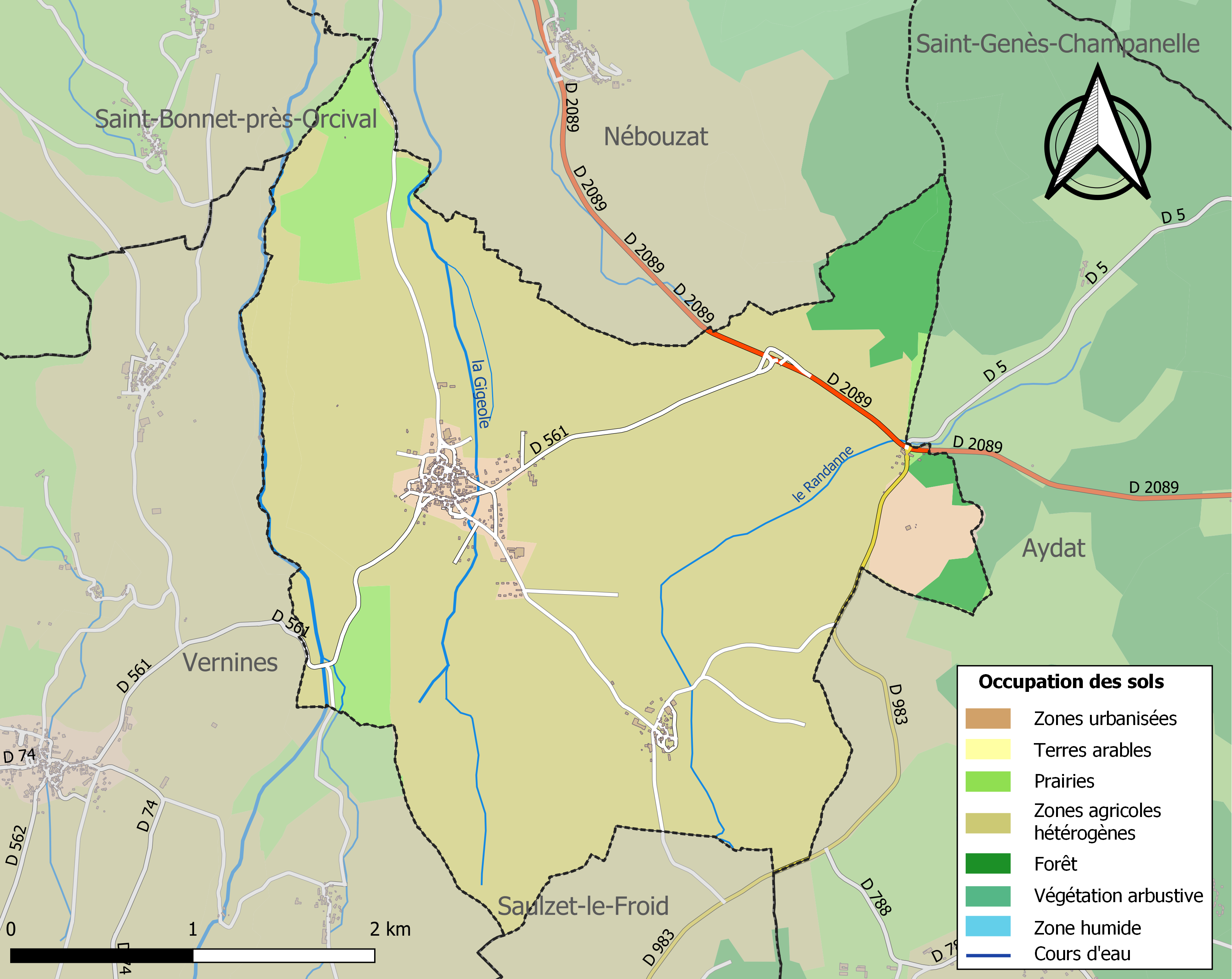
Carte des infrastructures et de l'occupation des sols de la commune en 2018 (CLC).

## Toponymie
De l'occitan aurièra, « un monticule artificiel, résultant des fouilles faites pour rechercher le minerai d'or ».
Jacques Lacroix mentionne pour sa part une étymologie en « Ora », terme latin designant un bord, une limite, et le relie aux différents toponymes frontières qui l'environnent, notamment celui de la Randanne, ruisseau local.

## Histoire
La commune d'Aurières a été créée en 1872 d'une scission d'avec la commune de Vernines dont elle dépendait depuis 1790.

## Politique et administration

### Découpage territorial
La commune d'Aurières est membre de la communauté de communes Dômes Sancy Artense, un établissement public de coopération intercommunale (EPCI) à fiscalité propre créé le 1er janvier 2017 dont le siège est à Rochefort-Montagne. Ce dernier est par ailleurs membre d'autres groupements intercommunaux. Jusqu'en 2016, elle faisait partie de la communauté de communes de Rochefort-Montagne.
Sur le plan administratif, elle est rattachée à l'arrondissement d'Issoire depuis 2017, à la circonscription administrative de l'État du Puy-de-Dôme et à la région Auvergne-Rhône-Alpes. Jusqu'en mars 2015, elle faisait partie du canton de Rochefort-Montagne.
Sur le plan électoral, elle dépend du canton d'Orcines pour l'élection des conseillers départementaux, depuis le redécoupage cantonal de 2014 entré en vigueur en 2015, et de la troisième circonscription du Puy-de-Dôme pour les élections législatives, depuis le dernier découpage électoral de 2010.

### Élections municipales et communautaires

#### Élections de 2020
Le conseil municipal d'Aurières, commune de moins de 1 000 habitants, est élu au scrutin majoritaire plurinominal à deux tours avec candidatures isolées ou groupées et possibilité de panachage. Compte tenu de la population communale, le nombre de sièges à pourvoir lors des élections municipales de 2020 est de 11. La totalité des candidats en lice est élue dès le premier tour, le 15 mars 2020, avec un taux de participation de 57,49 %.

#### Chronologie des maires
Toutes les données ne sont pas connues à ce jour ; la liste des maires élus entre 1849 et 1907 est issue des archives départementales. La liste des maires de 1904 à 1977 est tiré de la brochure « Aurières se penche sur son passé ».
Avant 1872, les communes de Vernines et Aurières ne formait qu'une seule et même commune.
| Période                            | Période                        | Identité                         | Étiquette | Qualité                                 |
| ---------------------------------- | ------------------------------ | -------------------------------- | --------- | --------------------------------------- |
| 1er janvier 1793                   | 21 septembre 1793              | Gilbert Blanchot                 |           | Membre du conseil                       |
| 1er vend. an II (22/09/1793)       | an II (1793-1794)              | Gilbert Blanchot                 |           | Officier public                         |
| an II (1793-1794)                  | 11 nivôse an III (31/12/1794)  | Alexis Fournier                  |           | Officier public                         |
| 12 nivôse an III (01/01/1795)      | 6e jour C. an III (22/09/1795) | Jean Lassalas & Antoine Blanchot |           | notables élus = « adjoint » (!)         |
| 1er vend. an IV (23/09/1795)       | 5e jour C. an IV (21/09/1796)  | Jean Lassalas & Antoine Blanchot |           | Membres du conseil                      |
| 1er vend. an V (22/09/1796)        | 5e jour C. an V (21/09/1797)   | Jean Lassalas & ???              |           | Membre du conseil                       |
| 1er vend. an VI (22/09/1797)       | 30 therm. an VIII (18/08/1800) | Alexis Fournier                  |           | Agent municipal faisant office de maire |
| 1er fructidor an VIII (19/08/1800) | an X (1802)                    | Michel Hugon                     |           |                                         |
| 1802                               | 1808                           | Jean Lassalas                    |           |                                         |
| 1808                               | 1815                           | Pierre Antoine Chandezon         |           |                                         |
| 1815                               | 1831                           | Antoine Louis Jean Juillard      |           |                                         |
| 1831                               | 1848                           | Jacques Mignot (1775-1850)       |           |                                         |
| 1848                               | 1863                           | Guillaume Chardon                |           |                                         |
| 1863                               | 1870                           | Jean Baptiste Dauphin            |           |                                         |
| 1870                               | 14 mai 1871                    | Jean-Louis Antoine Batifaud      |           |                                         |
| 14 mai 1871                        | 1872                           | Julien Sidoine Chandezon         |           |                                         |

| Période                                  | Période                   | Identité           | Étiquette   | Qualité |
| ---------------------------------------- | ------------------------- | ------------------ | ----------- | --- |
| Les données manquantes sont à compléter. |                           |                    |             | |
| 1872                                     | 1881                      | Antoine Blanchot   |             | |
| 1881                                     | 1888                      | Amédée Tardieu     | Républicain | Docteur-chirurgien Chevalier de la Légion d'honneur                                                                    |
| 1888                                     | 1896                      | Pierre Fournier    |             | |
| 1896                                     | 1904                      | Amédée Tardieu     | Républicain | Décoré (fin 1900) de l'Ordre de Léopold de Belgique (Léopold Ier)                                                      |
| 1904                                     | 1911                      | Jean Giraud        |             | |
| 1911                                     | 1919                      | Jean Mazuel        |             | |
| 1919                                     | 1925                      | Antoine Mazuel     |             | |
| 1925                                     | 1935                      | Henri Petit        |             | |
| 1935                                     | 1945                      | Jean Randanne      |             | |
| 1945                                     | 1977                      | Joseph Bal         |             | Agriculteur Conseiller général du canton de Rochefort-Montagne Chevalier de la Légion d'honneur                        |
| 1977                                     |                           | Dominique Randanne |             | |
|                                          | 1995                      |                    |             | |
| 1995                                     | En cours (au 6 août 2021) | Alain Fargeix,     |             | Contrôleur de travaux DDE - Retraité 1er vice-président de la communauté de communes de Rochefort-Montagne (2014-2016) |

## Population et société

### Démographie
Les habitants de la commune sont appelés les Aurièrois et les habitantes les Aurièroises.
L'évolution du nombre d'habitants est connue à travers les recensements de la population effectués dans la commune depuis 1872. Pour les communes de moins de 10 000 habitants, une enquête de recensement portant sur toute la population est réalisée tous les cinq ans, les populations de référence des années intermédiaires étant quant à elles estimées par interpolation ou extrapolation. Pour la commune, le premier recensement exhaustif entrant dans le cadre du nouveau dispositif a été réalisé en 2004.

En 2022, la commune comptait 379 habitants, en évolution de +20,32 % par rapport à 2016 (Puy-de-Dôme : +2,1 %, France hors Mayotte : +2,11 %).
| 1872 | 1876 | 1881 | 1886 | 1891 | 1896 | 1901 | 1906 | 1911 |
| ---- | ---- | ---- | ---- | ---- | ---- | ---- | ---- | ---- |
| 501  | 514  | 506  | 502  | 520  | 512  | 445  | 456  | 420  |

| 1921 | 1926 | 1931 | 1936 | 1946 | 1954 | 1962 | 1968 | 1975 |
| ---- | ---- | ---- | ---- | ---- | ---- | ---- | ---- | ---- |
| 377  | 347  | 357  | 334  | 308  | 295  | 265  | 264  | 249  |

| 1982 | 1990 | 1999 | 2004 | 2006 | 2009 | 2014 | 2019 | 2022 |
| ---- | ---- | ---- | ---- | ---- | ---- | ---- | ---- | ---- |
| 237  | 201  | 208  | 278  | 295  | 326  | 317  | 362  | 379  |

## Culture locale et patrimoine

### Lieux et monuments

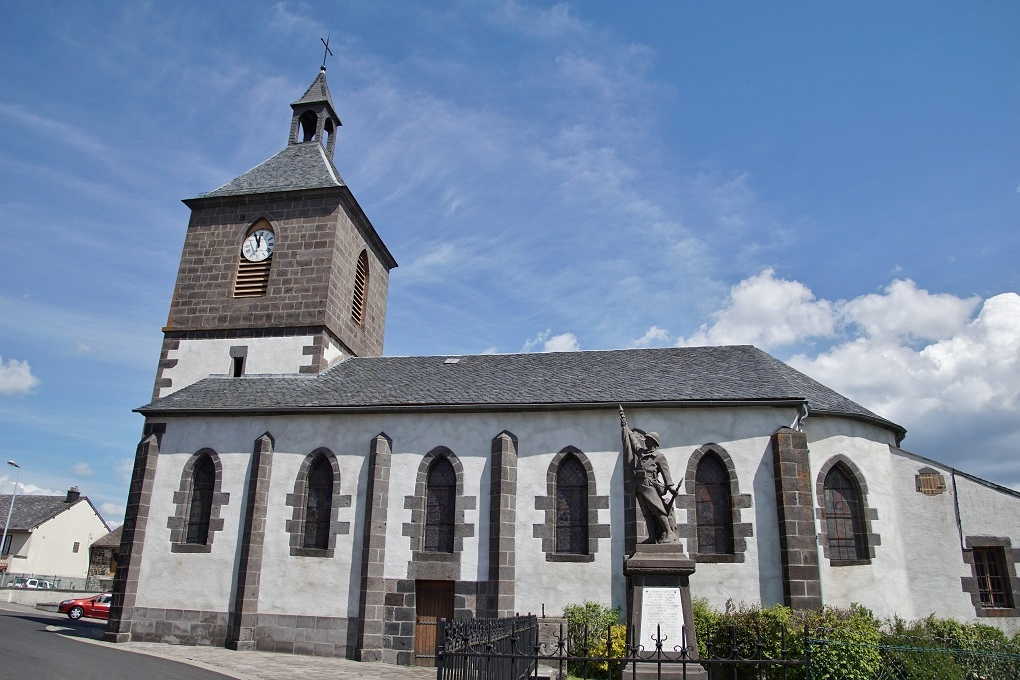
Église Sainte-Anne d'Aurières.

- Église paroissiale Sainte-Anne.

### Patrimoine naturel
Aurières fait partie du parc naturel régional des volcans d'Auvergne.

### Personnalités liées à la commune
Le docteur Amédée Tardieu (1841-1920), frère de l'historiographe de l'Auvergne, Ambroise Tardieu, ancien maire d'Aurières et conseiller général du canton d'Herment. Médecin thermal, il est l'auteur de nombreuses études sur les eaux du Mont-Dore.
Une légende prétend que le dramaturge Molière aurait des origines à Aurières.